# SimCity Societies
SimCity Societies è un videogioco della serie di SimCity, sviluppato dalla Tilted Mill Entertainment e pubblicato dalla Electronic Arts (EA).

## Modalità di gioco
Questo è il primo gioco dalla serie SimCity che non è stato sviluppato dalla Maxis di Will Wright, impegnata nello sviluppo del nuovo videogioco Spore.
Mentre i precedenti giochi della serie SimCity possono essere descritti come simulatori di città, SimCity Societies è diverso, come anticipato dalle anteprime e dalle dichiarazioni degli sviluppatori. Societies è un simulatore di società piuttosto che un simulatore per la costruzione di una città. Gran parte delle caratteristiche che hanno appassionato i giocatori di SimCity dal 1989 fino a SimCity 4 sono state improvvisamente eliminate: le linee elettriche e dell'acqua non esistono più, esistono solo due tipi di strade, le stazioni della metropolitana non devono essere collegate tra loro, non si può sapere quale uso viene fatto delle varie fermate degli autobus e della metropolitana. Per di più le famose zone (residenziale, commercio, industria) non si possono più costruire e non esistono più le regioni che raggruppano le città. Anche le zone di copertura della polizia e dei vigili del fuoco sono state eliminate. I giocatori di Societies devono scegliere direttamente quale edificio costruire (cosa precedentemente non possibile). In questo senso ha più affinità col gioco City Life della Monte Cristo (2006). Gli edifici sono raggruppati in cinque gruppi: energia, case, posti di lavoro, decorazioni e ritrovi. Il fulcro del gioco sono diventati i sei "valori sociali": produttività, prosperità, creatività, spiritualità, autorità, conoscenza. L'aspetto e il funzionamento della città dipenderanno fortemente dal modo in cui il giocatore doserà questi sei valori. Gli altri due elementi fondamentali del gioco sono la "capacità totale di alloggi dei lavoratori" e il numero "totale di lavori disponibili in città": questi due numeri devono essere il più possibile vicini per evitare di avere, chiaramente, Sim disoccupati e aziende improduttive senza dipendenti.

## Grafica
SimCity Societies introduce nella serie SimCity la grafica 3D che molti speravano venisse già introdotta in SimCity 4. L'aspetto della città è decisamente ben dettagliato, le possibilità di muovere la visuale sono ampie e la fluidità è notevole, almeno fino a quando la città non comincia a crescere. Va sottolineato che, probabilmente per non pesare troppo sulla scheda video, la mappa della città di SimCity Societies è più piccola di quella di SimCity 4. È possibile usare lo zoom e abbassare la visuale fino ad "entrare" nelle strade.
La nuova grafica introduce alcune limitazioni. Le più significative sono la possibilità di costruire solo strade perpendicolari tra loro e l'impossibilità di costruire edifici o strade nelle zone dove il terreno ha una pendenza poco più che accennata.
Le schede grafiche supportate sono: NVidia GeForce FX5900 (GeForce 6800 per Windows Vista) o superiori, ATI Radeon 9600 (X600 per Vista) o superiori.

## Accoglienza
SimCity Societies ha avuto recensioni discordanti, siti web specializzati in videogiochi come Gamespot e IGN hanno criticato i cambiamenti. Nei primi giorni dopo il lancio, il forum ufficiale del gioco ha visto decine di persone lamentarsi per i cambiamenti introdotti al punto da dubitare dell'appartenenza di questo gioco alla serie SimCity. I nuovi giocatori apprezzano la maggior semplicità di Societies mentre gli appassionati della serie criticano che il gioco sia stato intitolato SimCity data la diversità con gli altri episodi della serie.